# Rautujärvi (sjö i Finland, lat 68,73, long 24,25)
Rautujärvi är en sjö på gränsen mellan Finland och Norge. Den finländska delen ligger i kommunen Enontekis i landskapet Lappland, i den norra delen av landet, 1 000 km norr om huvudstaden Helsingfors. Rautujärvi ligger 518,7 meter över havet. Arean är 39,9 hektar och strandlinjen är 4,04 kilometer lång. Sjön  ingår i Tana älvs huvudavrinningsområde.   Omgivningarna runt Rautujärvi är i huvudsak ett öppet busklandskap.